# یوری اشتتن
یوری اشتتن (اوکراینی: Юрій Романович Штинь؛ زادهٔ ۱ ژانویهٔ ۱۹۶۷) آهنگساز اهل اوکراین است.